# Stikine
Lo Stikine è un fiume del Nord America nord-occidentale. Nasce nella Columbia Britannica, attraversa l'Alaska sud-orientale e sfocia nell'Oceano Pacifico all'interno del braccio di mare interno noto come Inside Passage.

## Geografia
Il fiume nasce dal Monte Umbach nello Spatsizi Plateau e si dirige prima verso nord attraversando il lago Tuaton, quindi effettua un largo giro prima in direzione ovest poi in direzione sud circondando appunto lo Spatsizi Plateau, attraversa quindi le Boundary Ranges entrando nel territorio dell'Alaska a circa 10 km a sud del monte Gallatin, quindi sfocia in mare, formando un largo estuario, fra l'Eastern Passage a sud ed il Frederick Sound a nord, circa 13 km a nord di Wrangell.
Il principale affluente dello Stikine è il fiume Iskut, che vi confluisce, nella riva est, ai piedi del Monte Gallatin, circa 11 km prima del confine con l'Alaska. Altri affluenti importanti sono: lo Spatsizi River, nella zona est dell'omonimo altipiano, il Tuya River nelle Tahltan Highland ed il Chutine River, sulla riva ovest, presso il Campo di ghiaccio Stikine.
A circa metà del percorso del fiume si trova una stretta e tortuosa gola chiamata Grand Canyon del Stikine. La gola è lunga circa 72 km e termina circa 3 km prima del villaggio di Telegraph Creek. La gola non è ''ufficialmente'' navigabile per la difficoltà delle sue rapide oltre che per il fatto che il canyon ha pareti a strapiombo alte 300m da cui è complicatissimo evacuare una persona che lo necessita. Una discesa standard in kayak richiede 3 giorni, con ricognizione sulla portata del fiume imprescindibile. Al momento costituisce la massima difficoltà di discesa in kayak per un fiume.
La lunghezza totale del fiume è di circa 610 km. (379 miglia).